# Руководители Московского авиационного института
Начальники, директора́, ректоры Московского авиационного института (МАИ) с 1930 года.
За период жизни МАИ с 1930 по 2019 год в институте насчитывается 22 руководителя. По числу периодов работы руководителей было 23, однако один из руководителей — профессор Николай Викторович Иноземцев был директором института два периода (1946—1949, 1954—1956).
В разные периоды во главе института были начальники (2), директора́ (12), а с 1961 года — ректоры.
Среди руководителей МАИ — четыре академика РАН (И. Ф. Образцов, Ю. А. Рыжов, А. М. Матвеенко, М. А. Погосян) и шесть профессоров.
Каждый руководитель внёс свой вклад в историю Московского авиационного института:
1. 1930, март—сентябрь Георгий Петрович Судаков (первый директор ВАМУ-МАИ) — менее 1 года
2. 1930, сентябрь—декабрь Яков Агеевич Горшков (директор) — менее 1 года
3. 1931, январь—сентябрь Матвей Васильевич Бойцов (директор) — менее 1 года
4. сентябрь 1931 — ноябрь 1932 Август Васильевич Вольский (начальник) — 1 год
5. февраль 1933 — ноябрь 1935 Борис Яковлевич Бурак (начальник и директор) — 2 года
6. январь 1935 — октябрь 1936 Наум Соломонович Зайдель (директор, выпустил приказ о присвоении институту имени Серго Орджоникидзе) — 2 года
7. октябрь 1936 — июль 1937 Виктор Флавианович Бобров (директор) — 1 год
8. август 1937 — июнь 1938 Семён Ильич Беляйкин (директор) — менее 1 года
9. июль 1938—1943 (октябрь 1941 — сентябрь 1943 в эвакуации в Алма-Ате) Михаил Фёдорович Семичастнов (директор) — 5 лет
10. 1942, январь—апрель Владимир Николаевич Михальский (директор в Москве) — менее 1 года
11. 1942—1945 Александр Иванович Михайлов (директор) — 3 года
12. 1945—1949 Николай Викторович Иноземцев (директор) — 4 года
13. 1950—1954 Михаил Никитич Шульженко (директор) — 4 года
14. 1954—1956 Николай Викторович Иноземцев (второй раз) — 2 года
15. 1956—1958 Георгий Владимирович Каменков (директор) — 2 года
16. 1958—1972 Иван Филиппович Образцов (директор, ректор с 1961 года) — 14 лет
17. 1972—1986 Иван Тимофеевич Беляков — 14 лет
18. 1986—1992 Юрий Алексеевич Рыжов — 6 лет
19. 1992—2007 Александр Макарович Матвеенко — 15 лет
20. 2007—2015 Анатолий Николаевич Геращенко — 8 лет
21. 2015—2016 Александр Викторович Рождественский (и. о.) — менее 1 года
22. 2016—2016 Вячеслав Алексеевич Шевцов (и. о.) — менее 1 года[1]
23. 2016—н. в. Михаил Асланович Погосян